# Bythinella viridis
Bythinella viridis es una especie de molusco gasterópodo de la familia Hydrobiidae en el orden Mesogastropoda.

## Distribución geográfica
Se encuentra en Bélgica y Francia.